# Montgeroult
Montgeroult é uma comuna francesa na região administrativa da Ilha de França, no departamento do Vale do Oise. Estende-se por uma área de 4.97 km². Em 2010 a comuna tinha 359 habitantes (densidade: 72,2 hab./km²).